# Personenstandsaufnahme (Luxemburg)

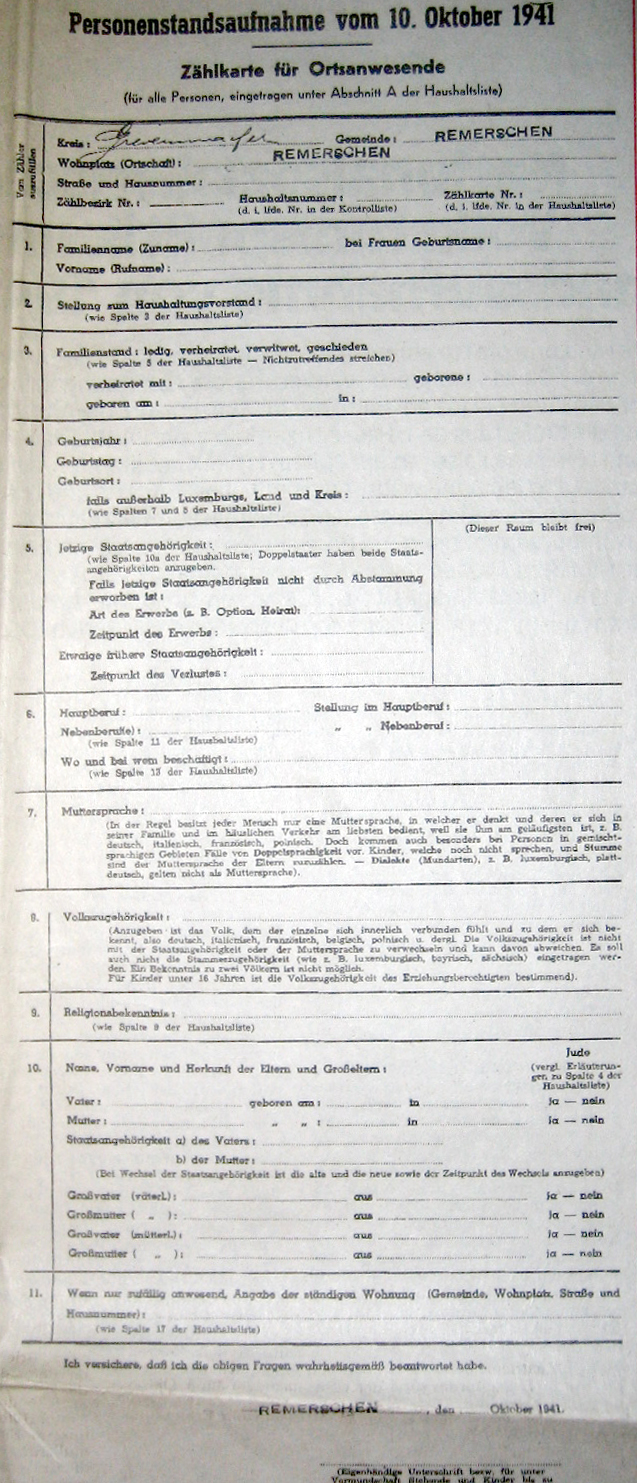
Fragebogen

Die Personenstandsaufnahme vom 10. Oktober 1941 im CdZ-Gebiet Luxemburg war von der deutschen Besatzungsmacht ursprünglich als eine völkische Bestandsaufnahme in Form einer Volksbefragung geplant, um die nationalsozialistische Volkstumspolitik zu erleichtern. Der Luxemburger Widerstand rief dazu auf, nach den Fragen der Staatsangehörigkeit, der Muttersprache und der Volkszugehörigkeit gar nicht oder mit „dreimal Lëtzebuergesch“ zu antworten. Die Aufnahme wurde daraufhin abgebrochen. Jahrzehntelang hielt sich das Narrativ von Widerstand und Exilregierung, dass über 95 % der Bevölkerung sich mit „dreimal Lëtzebuergesch“ eingetragen hätten. Die Personenstandsaufnahme gehört mit dem Luxemburger Generalstreik von 1942 zur Luxemburger Erinnerungskultur und der 10. Oktober ist ein nationaler Gedenktag.

## Aufnahme

### Deutsche Absichten
Nach der Besetzung des neutralen Staates Luxemburg stellte Hitler das CdZ-Gebiet Luxemburg mit Führererlass vom 2. August 1940 unter die Leitung von Gustav Simon als Chef der Zivilverwaltung. Dieser begann sofort mit der Germanisierung Luxemburgs. In einer ersten Personenstandsaufnahme vom 15. Dezember 1940 wurde zunächst nur nach der Staatsangehörigkeit und der Zugehörigkeit zum Judentum nach den Nürnberger Rassegesetzen gefragt. Luxemburg als Einwanderungsland hatte eine komplexe Bevölkerungsstruktur mit Einwohnern aus Italien, Frankreich, Belgien, Polen, Russland, Litauen, Jugoslawien usw., die nach der NS-Volkstumspolitik „Fremdkörper im luxemburgischen Siedlungsraum“ darstellten. In einer neuen Aufnahme sollten jetzige und frühere Staatsangehörigkeit, Muttersprache, Volkszugehörigkeit sowie Angaben zu den Eltern und Großeltern bezüglich deren jüdischer Abstammung erhoben werden. Das sollte dann die Grundlage für eine völkische Bereinigung bilden, die von deutscher Seite während und nach dem Krieg (die Achse Berlin–Rom war zu berücksichtigen) erfolgen sollte. Eine Eindeutschung oder die Verleihung der deutschen Staatsbürgerschaft an Fremdvölkische, die auch die Wehrpflicht nach sich ziehen würde, sollte damit vermieden werden. In veröffentlichten Ausfüllanleitungen wurde empfohlen bei der Staatsbürgerschaft „Luxemburger“ anzugeben. Luxemburgisch hingegen wäre keine Sprache (was sie offiziell erst 1981 wurde), sondern eine moselfränkische Mundart und somit ein Dialekt der deutschen Sprache und wer stammesmäßig Luxemburger sei, könne auch bei der Volkszugehörigkeit nur „deutsch“ eintragen.

### Luxemburger Widerstand
Der Luxemburger Widerstand sah in der Personenbestandsaufnahme vorrangig geopolitische und militärische Ziele. Luxemburg sollte mit einer Scheinerhebung an das Deutsche Reich angeschlossen und die Luxemburger Einwohner zu wehrpflichtigen Reichsbürgern gemacht werden. Es wurde dann dazu aufgerufen, auf die beiden Fragen zu Sprache und Volkszugehörigkeit (je nach Widerstandsgruppe diametral unterschiedlich) nicht oder mit zweimal „Lëtzeburgerisch“ zu antworten. Das brachte die Pläne des Gauleiters Simon zum Scheitern, er brach die Erhebung ab und verkündete am 13. Oktober die Anlegung einer Volkstumskartei. Gleichzeitig teilte er mit, dass es seit der Besetzung vom 10. Mai 1940 keine Luxemburger Staatsangehörigkeit mehr geben würde und die Luxemburger als Volksdeutsche nunmehr auf die deutsche Reichsbürgerschaft warten würden.
Der Luxemburger Widerstand und die Exilregierung erklärten, das unveröffentlichte Ergebnis der Bestandsaufnahme wäre mit weit über 90 % „dreimal Lëtzebuergesch“ gewesen. Dies war ein Gründungsmoment der Resistenz und der Luxemburger Nation. Im November 1941 wurden 134 Männer aus Luxemburg wegen tatsächlicher oder vermeintlicher Beziehungen zum Widerstand wegen „deutschfeindlichem Verhalten“ in das SS-Sonderlager Hinzert verbracht.

## Historiographie
1972 stellten Koch-Kent und Hohengarten das Narrativ des Widerstandes in Frage. Sie konnten anhand des Schriftverkehrs von Simon mit dem Reichskommissar für die Festigung deutschen Volkstums Heinrich Himmler und der Volksdeutschen Mittelstelle zeigen, dass es nicht um die Staatsbürgerschaft der Luxemburger ging, die von den Nationalsozialisten sowieso als Deutsche angesehen wurden, sondern um die Erfassung „Fremdvölkischer“. Anhand von im Jahr 2017 zugänglich gemachten erhaltenen 15.000 Zählkarten der Personenstandsaufnahme wurde 2024 für den Kreis Esch/Alzig ein stichprobenhafter Prozentsatz von 62 % und für die Stadt Düdelingen von 50 % mit „dreimal Lëtzebuergesch“ ermittelt. Diese Auswertung zeigte, dass der Erfolg der Resistenzkampagne überzeichnet wurde. Ebenfalls wurde aus den Daten klar, dass die damalige Luxemburger Bevölkerung weder dem imaginierten Bild einer homogenen volksdeutschen Gemeinschaft noch dem einer homogenen luxemburgischen Gemeinschaft, sondern dem einer heterogenen von Migration geprägten Nation entsprach.